# Roman Shchurenko
Roman Shchurenko (Níkopol, Unión Soviética, 14 de septiembre de 1976) es un atleta ucraniano retirado, especializado en la prueba de salto de longitud en la que llegó a ser medallista de bronce olímpico en 2000.

## Carrera deportiva
En los JJ. OO. de Sídney 2000 ganó la medalla de bronce en el salto de longitud, con un salto de 8.31 metros, tras el cubano Iván Pedroso (oro con 8.55 m) y el australiano Jai Taurima (plata con 8.49 metros).